# Calophyllum caledonicum
Espèce
Classification APG III (2009)
Synonymes
Calophyllum montanun Vieill. ex Planch. & Triana (1861)

Le Tamanou, Calophyllum caledonicum, est une espèce de plantes à fleurs de la famille des Calophyllaceae. C'est un arbre endémique de Nouvelle-Calédonie. Il est aussi appelé « tamanou de montagne ».

## Description

### Aspect général
Le Tamanou est un arbre de grande taille pouvant atteindre 30 mètres de haut, 1 mètre de diamètre au niveau du tronc et 12 mètres de diamètre au niveau du houppier.
Le tronc est sans contreforts mais avec des empâtements parfois prononcés. Le houppier est très fourni, de couleur vert-clair.
L'écorce est rougeâtre, très épaisse et fortement crevassée dans le sens vertical. A l'entaille, elle exsude une résine jaunâtre collante.
Les branches sont densément ramifiées et localisées dans le tiers supérieur de la hauteur.

### Feuilles
Les feuilles sont simples opposées, groupées à l'extrémité des rameaux ; elles sont lancéolées (10-15cm × 2-4cm), pétiolées avec des nervures latérales très rapprochées et parallèles entre elles jusqu'à la marge.

### Fleurs
Les inflorescences sont des panicules terminales de fleurs blanches. Le calice est réduit à quatre sépales, la corolle a huit pétales blancs, minces, bien étalés. L'ovaire est renflé, bien dégagé en forme de poire, le style est court. Les fleurs naissent à l'aisselle des feuilles ultimes. Elles dégagent une odeur rappelant celle des oranges.
La floraison a lieu de septembre à décembre.

### Fruits
Les fruits mûrs uniovulés sont sphériques, de 2-2,5 cm de diamètre, au bout d'un long pédicelle. Ils sont terminés par une courte pointe. Leur peau est épaisse, de couleur violet terne ; la pulpe est mince, le noyau est épais et ressemble à une grosse amande. Les fruits renferment des graines riches en huile.
La fructification a lieu de janvier à mars.

## Répartition
L'espèce est très répandue sur la Grande Terre de Nouvelle-Calédonie où elle occupe les forêts denses et humides de basse et moyenne altitude ainsi que le maquis.
Elle s'accommode de différents types de sols et pousse jusqu'à 700 mètres d'altitude (et même plus mais sous forme d'arbuste)[réf. souhaitée].

## Utilisation
L'espèce est encore exploitée pour son bois de qualité en menuiserie et charpente. Son aspect ressemble au Sipo ou à certains Meranti.
Comme dans d'autres espèces du genre Calophyllum, des xanthones ont été trouvées, aux propriétés antifongiques,,,.